# Popovljane
Popovljane (serbiska: Поповљане, albanska: Popolan, Popovlan) är en ort i Kosovo. Den ligger i den södra delen av landet, 40 km sydväst om huvudstaden Priština. Popovljane ligger 589 meter över havet och antalet invånare är 274.
Terrängen runt Popovljane är varierad. Runt Popovljane är det ganska tätbefolkat, med 222 invånare per kvadratkilometer. Närmaste större samhälle är Prizren, 18,3 km sydväst om Popovljane. I omgivningarna runt Popovljane växer i huvudsak lövfällande lövskog.